# Makar
Makar je naselje u blizini Makarske. Ne nalazi se na obali, nego u biokovskom podnožju.
Smatra se da je današnja Makarska prema njemu dobila ime.